# Bahnhof Manchester Oxford Road

Der Bahnhof Manchester Oxford Road ist ein Fern- und Regionalbahnhof in der englischen Stadt Manchester. Der südlich der Innenstadt gelegene Bahnhof ist hinter Manchester Piccadilly und Manchester Victoria der drittgrößte der Stadt. Er liegt südlich Victorias und westlich Piccadillys, was zur Folge hat, dass Züge aus Preston/Nordengland/Schottland und Liverpool nach Piccadilly auch den Bahnhof Oxford Road anfahren. Er wurde 2008/2009 von rund 5,2 Millionen Passagieren genutzt, was innerhalb der Jahresfrist einen Anstieg von 4 Millionen ausmacht.

## Lage
Der Bahnhof liegt südlich der Innenstadt, nahe der Universität Manchester und der Manchester Metropolitan University, sowie nahe den BBC-Studios und der Fußgängerzone Manchesters. Er ist der zentrumsnächste Bahnhof der Stadt, obwohl er nicht an das Netz der Manchester Metrolink angeschlossen ist.

## Geschichte
Der Bahnhof wurde 1849 von der Bahngesellschaft Manchester, South Junction and Altrincham Railway eröffnet. Anfänglich hatte der Bahnhof zwei Bahnsteige. Nach dem Neubau 1874 wurden zwei Seiten- und drei Mittelbahnsteige erstellt. Im Zuge des Ausbaus und Elektrifizierung der West Coast Main Line zwischen Manchester und London wurde der Bahnhof 1960 komplett neu erbaut.
1969 nahm der Verkehr zu, als durch die Schließung des Bahnhofes Manchester Central dessen Züge nach Piccadilly geleitet wurden. Als Baumaßnahme wurde im Bahnhof Oxford Road ein Kopfbahnsteig durch einen Durchgangsbahnsteig ersetzt, um die Frequenz zu erhöhen. 1971 wurde die Strecke nach Altrincham wieder elektrifiziert, was dazu führte, dass diese Züge nach Piccadilly und weiter nach Crewe verlängert wurde und Oxford Road den Status als Endbahnhof verlor, trotzdem als Durchgangsbahnhof weiter bedient wurde.
1988 wurde eine Schienenverbindung von Salford zum benachbarten Bahnhof Manchester Deansgate erstellt, um Züge aus dem Norden und Nordwesten nicht nur nach Victoria, sondern auch nach Piccadilly und somit auch nach Oxford Road führen zu können. Was bei Victoria zu einem (mittlerweile gebremsten) Bedeutungsverlust führte, führte bei Piccadilly und insbesondere bei Oxford Road zu Nutzungssteigerungen, da das Stadtzentrum direkt erreichbar wurde.
1992 verlor der Bahnhof durch die Umstellung der Linie nach Altrincham auf das System der Manchester Metrolink an Regionalverkehrszügen, die jedoch durch die steigende Anzahl von Fernverkehrsverbindungen kompensiert wurde.

## Verkehr
Der Bahnhof wird von vier Bahngesellschaften bedient: Northern, TransPennine Express, Transport for Wales/Trafnidiaeth Cymru und East Midland Trains.
Northern
Züge nach Liverpool Lime Street (via Earlestown und via Warrington), Hazel Grove, Preston, Southport und zum Flughafen Manchester
TransPennine Express
Züge nach Liverpool Lime Street, Scarborough, Blackpool North, Lancaster/Barrow-in-Furness/Glasgow Central/Edinburgh Haymarket–Edinburgh Waverley und zum Flughafen Manchester
Transport for Wales/Trafnidiaeth Cymru
Ein Zug stündlich nach Piccadilly, in der Gegenrichtung zweistündlich entweder nach Llandudno oder Holyhead
East Midland Trains
Stündlich Züge nach Liverpool Lime Street über Warrington Central und in der Gegenrichtung nach Nottingham und teilweise weiter nach Norwich.

## Trivia
Vom Bahnhof Oxford Road aus führt die mit bis zu 140 Bussen pro Stunde meistfrequentierte Buslinie Europas in die südlichen Vororte.